# Ukrina
De Ukrina (Укрина) is een 119 km lange zijrivier van de Sava in het noorden van Bosnië en Herzegovina. Het complete rivierbekken van de Ukrina, het 'Prnjavor-bekken' (Prnjavorskog ribnjaka), ligt in de Servische Republiek en beslaat 1515 km². De Ukrina stroomt bij Koraće in de Sava, 10 km zuidwesten van Bosanski Brod.
De stad Derventa ligt aan de Ukrina en werd in de zomer van 2010 zwaar getroffen doordat de rivier buiten haar oevers trad. 1.200 huizen werden beschadigd. In 2013 is €1,2 miljoen vrijgemaakt om herhaling te voorkomen.